# Nieuw-Zeelandse voetbalbond
New Zealand Football  (NZF) is de Nieuw-Zeelandse nationale voetbalbond. De bond werd in 1891 opgericht als New Zealand Soccer (NZS). In mei 2007 werd de naam gewijzigd in de huidige naam. In 1948 vond aansluiting bij de  FIFA plaats. In november 1966 was het een van de mede oprichtsters van de Oceania Football Confederation.
De FNZ organiseert onder ander de nationale competitie New Zealand Football Championship (NZFC) bij de mannen, de Chatham Cup en is daarnaast verantwoordelijk voor het Nieuw-Zeelands voetbalelftal, het Nieuw-Zeelands vrouwenvoetbalelftal en de vertegenwoordigende nationale jeugdelftallen.
Onder de nationale bond fungeren zeven regionale bonden die verantwoordelijk zijn voor het regionale voetbal.
- Auckland Football Federation
- Capital Football
- Central Football
- Football South
- Mainland Football
- United Soccer 1
- Waikato/Bay of Plenty Football

## Toernooien
De bond was organisator voor vier internationale toernooien.
- OFC Vrouwen Kampioenschap 1986
- OFC Vrouwen Kampioenschap 1998
- Wereldkampioenschap voetbal onder 17 - 1999
- Wereldkampioenschap voetbal vrouwen onder 17 - 2008